# Pussy (beguda energètica)
Pussy és una beguda energètica carbonatada produïda per Pussy Drinks Ltd al Regne Unit. La beguda i la marca van ser creades per Jonnie Shearer al voltant de Nadal de 2004. L'abril de 2013, part de la campanya publicitària de Pussy va ser prohibida al Regne Unit per la Advertising Standards Authority per ser sexualment explícita.

## Ingredients
Pussy està fet d'aigua carbonatada, sucre, suc de raïm i una barreja d'herbes i altres fruites. El seu contingut en cafeïna prové del guaranà. Pussy s'anuncia com a "100% natural", ja que no conté additius artificials.

## Història
Shearer va tenir la idea d'una beguda energètica natural després de deixar la universitat el 2004. Inspirat en la marca Virgin de Virgin Group, Shearer va decidir anomenar la seva beguda Pussy.
Shearer va llançar l'empresa el 2006 i va començar a comercialitzar Pussy el 2007. Inicialment, Shearer va dirigir l'empresa des del seu dormitori i va lliurar les begudes a clubs i bars ell mateix. A l'estiu de 2011, Pussy es va vendre a 3.000 botigues del Regne Unit, incloses Tesco i Selfridges, i es va exportar a 18 països, amb vendes de fins a 200.000 llaunes al mes. L'abril de 2012, les vendes de Pussy havien augmentat fins a 500.000 al mes.
A partir del 2023, l'empresa compta amb 2 empleats.

## Publicitat
A l'hivern de 2012, Pussy Drinks Ltd va iniciar una campanya publicitària al Regne Unit amb dos estils de pòsters utilitzats en tanques publicitàries i tràilers. El primer anunci incloïa la paraula "Pussy" en lletres grans minúscules sobre la frase "La beguda és pura, és la teva ment el problema" amb la imatge d'una llauna a la dreta. El segon anunci va incloure la paraula "Introducció" en lletres grans a sobre de la frase "Una beguda energètica que realment té bon gust" amb una imatge d'una llauna a l'esquerra.
L'ASA va rebre 156 queixes sobre els cartells de les quals es van considerar sis temes. L'ASA va acceptar que la gent veuria la paraula "pussy" com un terme d'argot per a la vagina. L'ASA va suggerir que Pussy Drinks Ltd era conscient del doble significat i hi va jugar en el primer pòster, fent referència al significat secundari que no era "pur" i era un "problema". Com a tal, el cartell es va considerar sexualment explícit i ofensiu. L'ASA també va dictaminar que els nens més grans serien conscients del doble sentit, el cartell no era apte per col·locar-lo on els nens el veiessin. Es van desestimar queixes similars sobre el segon cartell, així com les queixes que el primer cartell era ofensiu per a les persones religioses. Dos dels problemes es van mantenir, i l'ASA va prohibir el primer cartell.
Com a resposta, Pussy Drinks Ltd va preguntar per què la gent assumia un significat vulgar de la paraula "pussy" i va preguntar si era ofensiu que els antics egipcis adoressin els gats (en anglès "pussy" significa gat també). Richard Branson va comparar la prohibició per part de l'ASA d'un anunci de Pussy amb la prohibició dels Sex Pistols a la dècada de 1970, dient que la prohibició augmentaria l'exposició i les vendes de la marca, un procés conegut com a l'⁣efecte Streisand.
Des del 2009, Pussy ha estat avalat pels dos cops campió del món de Superbike Troy Corser, que de vegades promou la beguda a la seva gorra.